# Brodatkowate
Brodatkowate, brodatowate (Orectolobidae) – rodzina ryb chrzęstnoszkieletowych z rzędu dywanokształtnych (Orectolobiformes). Nie mają znaczenia gospodarczego.

## Zasięg występowania
Wschodni Ocean Indyjski i zachodni Ocean Spokojny – od Japonii po południową Australię. Żyją w wodach przybrzeżnych.

## Cechy charakterystyczne
Ciało spłaszczone, dość krótkie z długim ogonem (1/3 do 1/2 długości całkowitej). Głowa szeroka i płaska. Oczy bez błony migawkowej. Fałdy skórne po obu stronach otworu gębowego tworzą „bródkę” – stąd nazwa zwyczajowa rodziny. Wąsiki długie. Dwie płetwy grzbietowe bez kolców. 149–158 kręgów. Płetwa odbytowa obecna. Czwarta i piąta szczelina skrzelowa zachodzą na nasadę płetwy piersiowej. Są jajożyworodne.

## Klasyfikacja
Rodzaje zaliczane do tej rodziny:
- Eucrossorhinus Regan, 1908 – jedynym przedstawicielem jest Eucrossorhinus dasypogon (Bleeker, 1867) – łobegong brodaty[8]
- Orectolobus Bonaparte, 1834
- Sutorectus Whitley, 1939 – jedynym przedstawicielem jest Sutorectus tentaculatus (Peters 1864)